# Schoppendorf
Schoppendorf is een plaats de gemeente Bad Berka in het landkreis Weimarer Land in de Duitse deelstaat Thüringen.  Het dorp wordt voor het eerst genoemd in een oorkonde uit 1241.